# Элегии Мушфига
Элегии Мушфига — оратория, написанная азербайджанским композитором Джаванширом Гулиевым и посвящённая трагической судьбе выдающегося азербайджанского поэта Микаила Мушфига. Автором либретто стал поэт Сабир Рустамханлы. Оратория впервые прозвучала на сцене Азербайджанской государственной академической филармонии имени Муслима Магомаева. Она была исполнена Азербайджанским государственным симфоническим оркестром имени У.Гаджибейли и Азербайджанской государственной хоровой капеллой под руководством дирижера Мустафы Мехмандарова и художественного руководителя Гюльбаджи Имановой.

## История написания оратории
Оратория «Элегии Мушфига» была написана композитором Джаванширом Гулиевым в 2020 году и посвящена трагической судьбе выдающегося поэта Микаила Мушфига. Автором либретто стал поэт Сабир Рустамханлы.
Джаваншир Гулиев так высказался об оратории:

Его трагедия не стала уроком для общества – люди и сейчас молчат о несправедливости. Произведение посвящено всем, чьи права нарушены, в том числе, и мне самому.
Одночасовое произведение состоит из 13 частей: пролога, 6 элегий («Элегия матери», «Элегия Родины», «Элегия свободы», «Элегия слова», «Элегия любви», «Элегия жизни»), 5 «гарагюрухов» (qaragüruh в переводе с азербайджанского дословно – чёрная сотня, в контексте произведения – «чёрные силы») и эпилога. Либретто произведения охватывает жизнь Мушфига, несправедливость по отношению к нему, его любовь, ненависть, нетерпимость к несправедливости. 5 частей, которые композитор назвал «гарагюрух», отражают нападки на Мушфига и его казнь.
Оратория была впервые представлена 14 октября 2022 г. на сцене Азербайджанской государственной академической филармонии имени Муслима Магомаева в рамках творческого вечера Джаваншира Гулиева. Она была исполнена Азербайджанским государственным симфоническим оркестром имени У.Гаджибейли и Азербайджанской государственной хоровой капеллой под руководством дирижера Мустафы Мехмандарова и художественного руководителя Гюльбаджи Имановой, солистами – народным артистом Азербайджана Азером Зейналовым (тенор), заслуженными артистами Сабиной Асадовой (меццо-сопрано), Ильхамом Назаровым (баритон), Нигяр Тагиевой (сопрано), Илахой Феда (ханенде). Ведущим вечера был Кямран М. Юнис.

## Нападки на ораторию
7 февраля 2023 года иранский журналист Эхсан Мохаведиан поделился в Твиттере 28-секундным отрывком из оратории и обвинил азербайджанское государство в антиисламизме и назвал его гнездом врагов Ирана. В этой части оратории хоровая капелла пела следующее: 

Пусть падут минареты, пусть стихнет азан. 

Нам не нужна мечеть или проповедь муллы.
Спустя 4 часа после этого твита телеканал «Сахар», действующий в Иране, опубликовал на своём сайте статью под названием «Да здравствует атеизм!». В статье говорится, что в концертном зале в Азербайджане прозвучала песня «Да здравствует атеизм, пусть падут минареты, пусть прекратится азан». В публикации исполнение этого отрывка
охарактеризовали как пропаганду атеизма в Азербайджане.
После этой статьи ЗАО «Азербайджанское телевидение и радиовещание» выступило с заявлением. В заявлении было отмечено, что распространение этого отрывка оратории иранскими журналистами не соответствует правилам журналистской этики. Также было добавлено, что эта часть оратории описывает антирелигиозную пропаганду коммунистов в Азербайджане во время советской оккупации и их борьбу с исламской религией.
Позже автор оратории Джаваншир Гулиев в интервью телеканалу «Культура» заявил, что назвал часть, где озвучивается выступление против религии, «гарагюрухом»: 

«Гарагурюх» изображает коммунистическую идеологию. Эта идеология не любила, разрушала национальные, религиозные ценности. И мы показали в произведении отрезок того времени. Если они прослушают произведение целиком, то увидят, что мы, наоборот, заявили, что выступаем против разрушения минаретов».
.